# جغرافيا إفريقيا

صورة مركبة لإفريقيا (وسط) مع أمريكا الشمالية (على اليسار) وأوراسيا (اليمين) لتوسيع نطاق.

جغرافياً إفريقيا هي ثاني أكبر قارات العالم السبع من حيث المساحات والسكان، بتنوع طبيعي مختلف وبطابع سكَّاني مغاير.

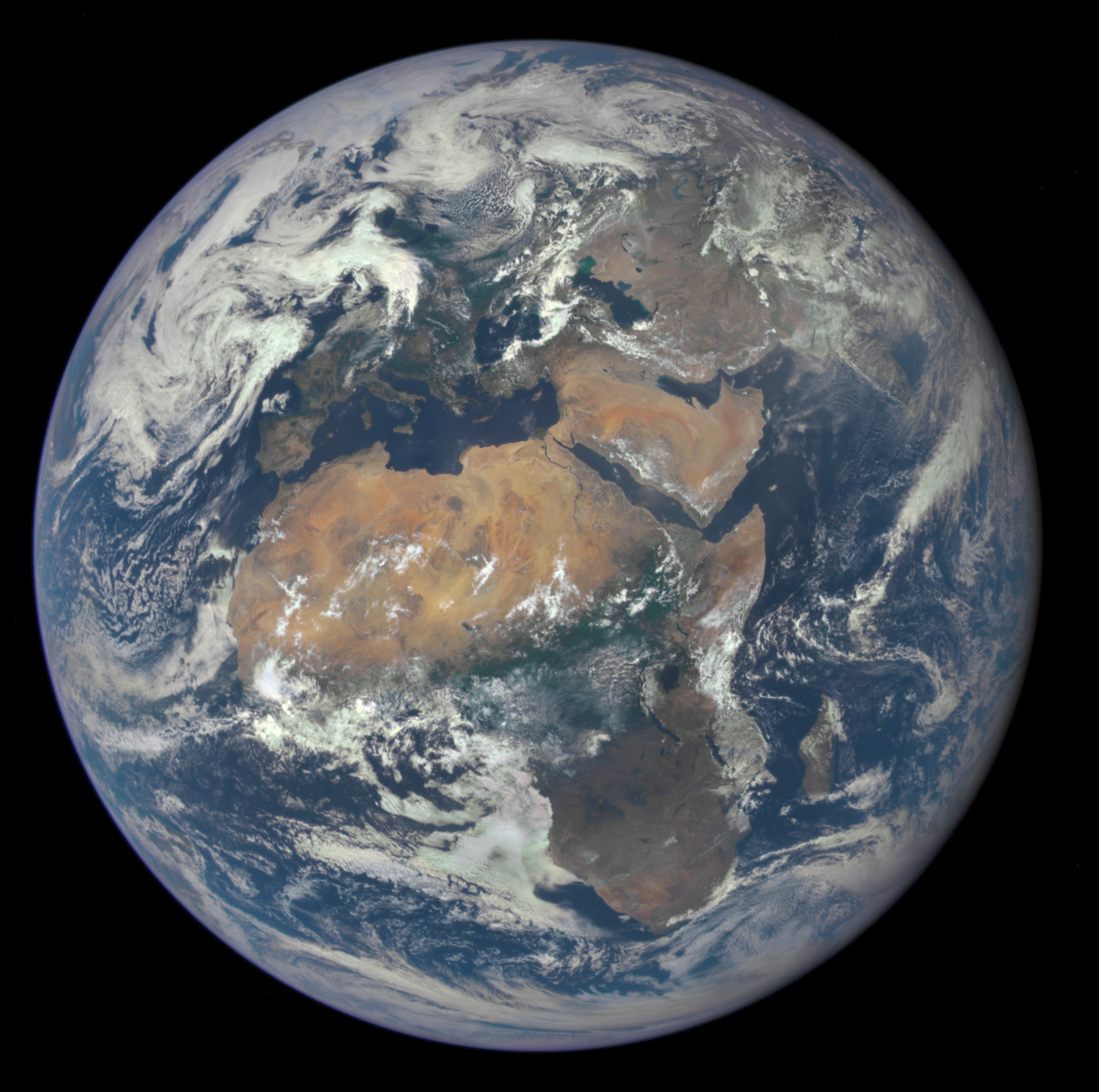
صورة من القمر للصناعي لقارة إفريقيا الموجودة في مُنتصف الصورة.

وتعدّ إفريقيا هي الأكبر ضمن نتوءات الجنوبية الثلاثة الكبرى لليابسة في الكُرة الأرضية. يفصلها البحر المتوسط عن قارة أوروبا، ترتبط بقارة آسيا من جهة أقصى الشمال الشرقي عن طريق برزخ السويس (قناة السويس) ويبلغ عرضه 163 كيلومتر (101 ميل) من وجهة نظر الجغرافيا السياسية تعدّ شبه جزيرة سيناء/ مصر وهي تقع شرق قناة السويس جزءًا من إفريقيا. وتبلغ حدودها من أقصى نقطة في الشمال، رأس أنجلة في تونس (37°21' 'شمالًا)، بينما أقصى أقصى نقطة في الجنوب هي، رأس أقولاس في جنوب إفريقيا (34°51'15 جنوباً) وهي مسافة تقدر بنحو 8,000 كيلومتر (5,000 كلم)؛ ومن الرأس الأخضر (34°51'15«غربًا) وهي أقصى نقطة من جهة الغرب إلى رأس حافون في الصومال (51°27'52» شرقاً) وهي أقصى نقطة من جهة الشرق مسافة تقدر بنحو 7,400 كيلومتر (4,600 ميل). ويبلغ طول الخط الساحلي 26,000 كم (16,000 ميل)، ويتضح عدم وجود تعريجات عميقة في الشاطيء من حقيقة أن أوروبا التي تبلغ مساحتها 10,400,000 كيلومتر مربع (4,010,000 ميل مربع)، أي ثلث مساحة سطح إفريقيا تقريبًا، لها خط ساحلي يبلغ طوله 32,000 كم (19,800 ميل).
وتعدّ الجزائر هي كبرى دول قارة إفريقيا مساحتها 2,381,741 كيلومتر مربع. ومن بعدها السودان ب 1,865,813 كيلومتر مربع، بينما تعدّ سيشيل هي صغرى الدول، وهي مجموعة جزر تقع قبالة الساحل الشرقي. أما صغرى الدول التي تقع داخل الأراضي الرئيسية لقارة إفريقيا هي غامبيا.

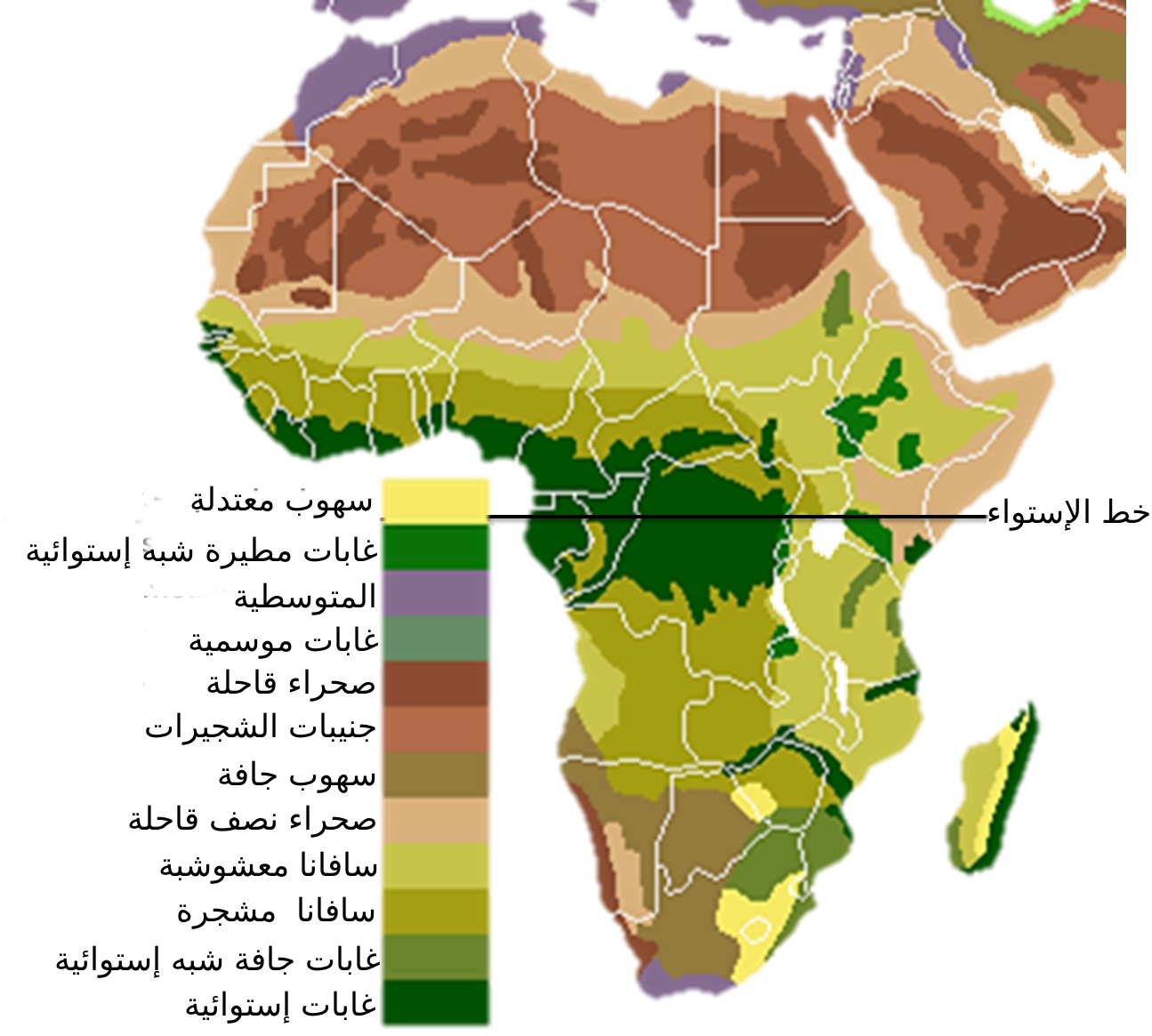
المناطق الأحيائية في إفريقيا (انظر للحصول على مفتاح البحث).

ووفقاً للرومان القدماء، فهم كانوا يقولون أن إفريقيا تقع غرب مصر، بينما كانوا يستخدمون كلمة «آسيا» للإشارة إلى بلاد الأناضول والبلاد الواقعة في الشرق. وهناك خط محدد بين القارتين رسمه بطوليمي العالم الجغرافي (85-165 م)، مشيرًا إلى الإسكندرية أنها تقع بطول خط الطول الرئيسي. وجعل برزخ السويس والبحر الأحمر هما الحدود بين آسيا وإفريقيا. عندما جاء الأوروبيون للتعرف على مدى الامتداد الحقيقي للقارة، اتسعت فكرتهم عن إفريقيا بزيادة معرفتهم لها.
ومن الناحية الجيولوجية، تضم إفريقيا شبة الجزيرة العربية وجبال زاجوس في إيران، وهضبة الأناضول في تركيا، في المكان الذي تم فيه اصطدام التكوين الإفريقي بأوراسيا. وقد توحدت السمات الجغرافية الطبيعية للمنطقة بتوحد الطبيعة الاستوائية الإفريقية مع الصحراء الكبرى في الشمال. كما وحدت عائلة اللغات الأفروآسيوية البلاد التي تقع في الشمال، من حيث اللغة.

## المناخ والحيوانات والنباتات
ويتراوح المناخ في إفريقيا ما بين المناخ الإستوائي ومناخ المناطق شبه القطبية على أعلى قمم الجبال.ويتسم الجزء الشمالي من القارة بأنه يتكون بشكل أساسي من صحراء ومناطق القاحلة، في حين أن المناطق الوسطى والجنوبية على حد سواء، تغطيها سهول السافانا والأحراش الكثيفة (غزيرة الأمطار).وبين هذا وذاك، هناك مناطق متوسطة، حيث تنمو أنماط الحياة النباتية، مثل منطقة الساحل البربري، والمناطق التي تسيطر عليها السهول.
وربما تضم إفريقيا أكبر تشكيلة في العالم من الحيوانات البرية من حيث الكثافة والتنوع، وتضم تشكيلة الحيوانات البرية الحيوانات الضخمة من أكلة اللحوم (مثل أسد، ضبع، والفهد) والحيوانات آكلة الأعشاب (مثل الجاموس، والغزال، والفيل، الجمال، والزرافة)، وهي تعيش وتتحرك بحرية في سهول طبيعية مفتوحة ليست مملوكة لأحد.كما أنها تعدّ الموطن الأصلي لمجموعة متنوعة من المخلوقات التي تعيش في الغابات (بما فيها الثعابين وأنواع من القردة)، وهي تضم كذلك مخلوقات تنتمي للحياة المائية (بما فيها التماسيح والبرمائيات) (انظر أيضاً: حيوانات من إفريقيا).